# Gunnison River
Der Gunnison River ist ein Nebenfluss des Colorado River im US-Bundesstaat Colorado. Seine Länge beträgt etwa 290 km. Das Einzugsgebiet des Gunnison Rivers umfasst 20.535 km². Bezüglich der durchschnittlichen Abflussmenge ist es der fünftgrößte Nebenfluss des Colorado Rivers.

## Verlauf
Der Gunnison River entsteht durch den Zusammenfluss von East River und Taylor River bei Almont im Gunnison County. Er fließt dann westwärts durch das 20 Kilometer lange Blue Mesa Reservoir, das Morrow Point Reservoir und das Crystal Reservoir, die zusammen das Curecanti National Recreation Area bilden und im oberen Teil des Canyons liegen, der dem Nationalpark seinen Namen gab. Die drei Stauseen dienen der Erzeugung von Elektrizität durch Wasserkraft. Von Cimarron an folgt der Gunnison River einer nordwestlichen Richtung durch den Black Canyon of the Gunnison National Park und die Gunnison Gorge.
Östlich von Montrose wird ein Teil des Flusswassers umgeleitet zur Bewässerung des Uncompahgre Valleys. Dafür wurde zwischen 1905 und 1909 der 8 km lange Gunnison Tunnel gebaut, der als einzigartige Ingenieurleistung seiner Zeit in die Liste der National Historic Civil Engineering Landmarks aufgenommen wurde und im National Register of Historic Places verzeichnet ist.
Bei der Mündung des Gunnison Rivers in der Nähe von Grand Junction in den Colorado River führt er fast so viel Wasser wie dieser selbst.
Die Breite des Gunnison Rivers variiert von 30 bis 300 Meter und die Tiefe schwankt zwischen einem und fünfzehn Metern. Die starke Strömung und viele Stromschnellen machen eine Fahrt flussaufwärts fast unmöglich. Der Fluss kann jedoch mit kleinen Fahrzeugen auf seiner ganzen Länge befahren werden, obwohl einzelne Abschnitte aufgrund der Stromschnellen nicht passierbar sind.
Zu den linken Nebenflüsse gehören: Tomichi Creek (bei Gunnison), Lake Fork (im Blue Mesa Reservoir), Uncompahgre River (bei Delta), Escalante Creek, Big Dominguez Creek.
Rechte Nebenflüsse sind: Smith Fork, North Fork, Tongue Creek (bei Delta).
Der Fluss wurde benannt nach Captain John Williams Gunnison, der im September 1853 den Lake Fork des Gunnison überquerte, den Black Canyon jedoch als unpassierbar ansah. John Gunnison wurde im darauf folgenden Jahr mit sieben weiteren Mitgliedern seiner Expeditionsgruppe in Utah von Indianern getötet.

## Hydrologie
Der United States Geological Survey betreibt in der Nähe von Grand Junction einen Pegel. Die jährliche durchschnittliche Abflussmenge beträgt 122 m³/s. Der höchste Wert wurde am 23. Mai 1920 mit 999 m³/s registriert, der niedrigste beobachtete Durchfluss waren 3 m³/s am 20. Juli 1934.